# Pseudophyx inextrema
Pseudophyx inextrema är en fjärilsart som beskrevs av Louis Beethoven Prout 1926. Pseudophyx inextrema ingår i släktet Pseudophyx och familjen nattflyn. Inga underarter finns listade.